# Polymultipliée de l’Hautil
Die Polymultipliée de l’Hautil war ein französisches Straßenradrennen.
Das Eintagesrennen wurde lediglich in den Jahren 1997 und 1998 jeweils Ende September ausgetragen. Das Rennen war Teil des Rennkalenders der Union Cycliste Internationale und außerdem des Coupe de France, einer Rennserie von französischen Eintagesrennen.
Die Polymultipliée de l’Hautil fand in der französischen Region Île-de-France statt mit Start in der Gemeinde Maurecourt und Ziel in Chanteloup-les-Vignes im Département Yvelines. In Chanteloup-les-Vignes wurde von 1913 bis 1969 das Bergrennen Poly de Chanteloup ausgetragen.

## Sieger
- 1998 Emmanuel Magnien
- 1997 Mauro Gianetti